# Yu Yiting
Yu Yiting (en chino: 余依婷; Ningbo, 5 de septiembre de 2005) es una deportista china que compite en natación.
Ganó cuatro medallas en el Campeonato Mundial de Natación entre los años 2023 y 2025, y una medalla de plata en el Campeonato Mundial de Natación en Piscina Corta de 2021.
Participó en dos Juegos Olímpicos de Verano, en los años 2020 y 2024, ocupando el quinto lugar en Tokio 2020, en la prueba de 200 m estilos.

## Palmarés internacional
| Campeonato Mundial                  | Campeonato Mundial  | Campeonato Mundial | Campeonato Mundial    |
| Año                                 | Lugar               | Medalla            | Prueba                |
| ----------------------------------- | ------------------- | ------------------ | --------------------- |
| 2023                                | Fukuoka (Japón)     | Medalla de bronce  | 200 m estilos         |
| 2024                                | Doha (Catar)        | Medalla de oro     | 4 × 100 m libre mixto |
| 2024                                | Doha (Catar)        | Medalla de bronce  | 200 m estilos         |
| 2025                                | Singapur (Singapur) | Medalla de bronce  | 4 × 200 m libre       |
| Campeonato Mundial en Piscina Corta |                     |                    |                       |
| Año                                 | Lugar               | Medalla            | Prueba                |
| 2021                                | Abu Dabi (EAU)      | Medalla de plata   | 200 m estilos         |